# 帯広市川西農業協同組合
帯広市川西農業協同組合（おびひろしかわにしのうぎょうきょうどうくみあい、英称：JA Obihirokawanishi ）は北海道帯広市に本所を置く農業協同組合。略称はJA帯広かわにし。当農協の営業地区は帯広市内の札内川より西部としている。

## 概要
2003年（平成15年）、帯広市農協と帯広川西農協が合併し発足。本店は旧帯広川西農協本所に置かれる。2006年に北海道で第1号となる地域団体商標「十勝川西長いも」の権利を取得。2013年（平成25年）、「広域連携で「十勝川西長いも」の通年生産と輸出体制を確立」した功績により北海道新聞文化賞を受賞。2020年（令和2年）4月、知財功労賞（特許庁長官表彰）を受賞。
帯広市は十勝平野の中心に位置しており、かつて「赤いダイヤ」と呼ばれた小豆を始め、甜菜、馬鈴薯、長いも、スイートコーン等の一大産地である。

## 事業内容
- 地域農畜産物の販売[4]
- 共同仕入による農業生産資材などの供給[4]
- 農業経営の相談、生活改善活動[4]
- 共済事業(JA共済）[4]
- 信用事業(JAバンク、営農資金融資）[4]

## 事務所の一覧
カッコ内は所在地
- 本店（帯広市川西町西2線61-1）
- 帯広中央支店（帯広市西5条南9丁目1）
- 稲田支店（帯広市西2条南34丁目23）
- 大空支店（帯広市大空町12丁目2）
- みなみ野支店（帯広市南の森西1丁目1）
- 西帯広支店（帯広市西23条南2丁目1）
- 工業団地事業所（帯広市西22条北1丁目8）
- 西帯広事業所（帯広市西22条南1丁目6）

## 子会社
- 株式会社JAサービス帯広かわにし
- JA帯広かわにし協同振興株式会社